# Тюрьелам
Тюрьелам, или Тюрье-Лам, — горная вершина в Веденском районе Чеченской Республики. Находится в восточной части Большого Кавказа, юго-восточнее горы Гизчены, рядом с Андийским хребтом.